# Mollens, Vaud
Mollens är en ort och kommun i distriktet Morges i kantonen Vaud, Schweiz. Kommunen har 322 invånare (2023).